# Trondheims prosteri

Prosterier i Nidaros stift. De gröna och ljusgula områdena på kartan är Trondheims prosteri.

Trondheims prosteri (norska: Trondheim prosti) är ett kontrakt (prosteri, norska: prosti) i Nidaros stift inom Norska kyrkan. Kontraktet omfattar de yttre delarna av Trondheims kommun (Charlottenlund, Ranheim, Nardo, Moholt, Tyholt, Tempe, Bratsberg, Heimdal, Byåsen, Tiller, Byneset, Klæbu) i Trøndelag fylke i mellersta Norge.
Den 10 september 2024 beslutade Nidaros stiftsråd att slå samman de båda kontrakten Heimdal og Byåsens prosteri samt Strinda prosteri till ett gemensamt kontrakt. Inledningsvis användes det tillfälliga namnet Strinda, Heimdal og Byåsens prosteri innan det nya kontraktet den 1 januari 2025, genom beslut av stiftsrådet, fick namnet Trondheims prosteri.

## Socknar
Trondheims prosteri består av 13 socknar (norska: sokn eller sogn), samtliga inom Trondheims kyrkliga samfällighet (norska: kirkelige fellesråd):
- Bergs socken
- Byneset og Leinstrands socken
- Byåsens socken
- Heimdals socken
- Ilens socken
- Klæbu socken
- Kolstads socken
- Nidelvens socken
- Ranheim og Charlottenlunds socken
- Strinda socken
- Strindheims socken
- Sverresborgs socken
- Tillers socken